# Manfred Tiedtke

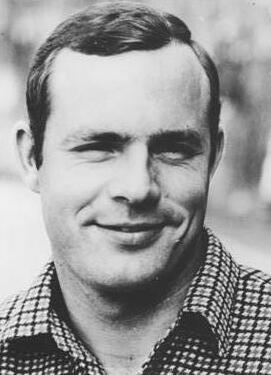
Manfred Tiedtke, 1968

Manfred Tiedtke (* 7. September 1942 in Berlin) ist ein ehemaliger deutscher Zehnkämpfer, der für die DDR startete.
Bei den Leichtathletik-Europameisterschaften 1966 in Budapest wurde er Elfter und bei den Olympischen Spielen 1968 in Mexiko-Stadt Zehnter.
Er war mehrfacher Vizemeister bei Deutschen Meisterschaften (DDR).
Seine persönliche Bestleistung von 8013 Punkten stellte er 1968 auf.
Manfred Tiedtke startete für den SC DHfK Leipzig.